# 咎狗の血
『咎狗の血』（とがいぬのち）は、2005年2月25日にNitro+CHiRALより発売されたボーイズラブ系アダルトゲーム。

## 概要
第三次世界大戦を経て勢力別に東西で分かれたパラレルワールドの日本を舞台に、主人公の戦いの日々を描く。
初回版にはスリーブケース、咎狗の血WORKS COLLECTION（冊子）、ランブリングエンジェルプロモーションカードが同梱されている。2005年3月25日に特典を除いた通常版が発売され、2007年4月24日にロットアップとなった。同年4月5日にはWindows Vista対応版が発売された。
2008年5月29日に角川書店から新規イベントなどを追加したPS2版『咎狗の血 True Blood』が発売された。
2010年12月23日に角川書店からPSP版『咎狗の血 True Blood Portable』が発売され、同年10月にはテレビアニメが放送された。なお、原作内容とアニメの内容は異なる。

## 物語
THE 3RD DIVISION（第三次世界大戦）を経たニホンは壊滅的なダメージを受け、東は「CFC」、西は「日興連」が統治し、国内は二分された。終戦から数年後、壊滅状態に陥ったかつての首都トウキョウの一都市にして無法地帯「トシマ」は、犯罪組織「ヴィスキオ」に乗っ取られていた。荒廃したそこでは、「ヴィスキオ」の王座を巡る命懸けの殺人バトルゲーム「イグラ」が開催されていた。
何者かの策略で無実の罪を着せられた主人公・アキラは無罪放免の交換条件として、「イグラ」にて「ヴィスキオ」の「王（イル・レ）」を倒して組織を壊滅させるよう、謎の軍関係者の男女から持ちかけられる。トシマを舞台に繰り広げられる、愛と狂気に満ちたいくつもの出会いと運命の選択が、アキラの未来を変えていく。

## 登場人物
キャストはPC版・ドラマCD版 / PS2版・テレビアニメ版の順。一名のみの場合は同様。
アキラ
声 - 先割れスプーン / 鳥海浩輔
本作の主人公。10代後半（PS2の特典冊子より）国民番号は11298-TM-3099。(一部公式では11248との表記もあり)
身長172cm。緑がかった灰髪、青い瞳。装いはファー付きの黒いジャケットで、インナーはオレンジのシャツ。
戦後の政策により義務付けられた家族制度に馴染むことが出来ず、幼いころから暮らしていた孤児院を飛び出し、独り-ミカサ-の街で生活を送っている。「Bl@ster」と呼ばれるストリートファイトの個人戦の優勝者で、敗戦記録はゼロ。Bl@sterでは「LOST」という通り名で呼ばれており、無敗の王者。
無口でクールな性格。
オムライス味のソリドが好き。
武器は両刃のシースナイフ（鞘付きナイフ）。
シキ
声 - 緑川光
“イグラ”参加者に最強と呼ばれ恐れられている孤高のカリスマ。身長188cm。黒い髪に深紅の瞳、全身皮製の黒衣を纏っている。
己の力を高めるのみに執着する完璧主義のナルシストで我が道を塞ぐ者は容赦なく切り捨てる。
最強であるために戦い日々腕を磨くことに美学を感じており、快楽の為だけに殺しを行う人間を嫌悪している。
使用武器は日本刀。
ケイスケ
声 - 何武者 / 杉田智和
アキラと同じ孤児院出身で幼馴染。CFCの工場で真面目に働いている青年。身長178cm。10代後半。茶色い目と髪をしていて、服装は青いつなぎ服（普段は上着は脱いで腰に巻いてある）。
アキラの幼馴染。幼いころからアキラと共に孤児院で育った。現在は小さな工場に就職し真面目に働いている。
大人しくやや優柔不断な性格。努力はするが何かと要領が悪く、何でもソツなくこなせるアキラに憧れや好感を抱いており、彼に関する事となると急に大胆になる。アキラがトシマに行き、しかもイグラに参加すると知り、アキラのことが心配になってあとをつけて、単身無防備にトシマに向かう。その後アキラと共にトシマで自分の過去の秘密を知ることになる。
アキラを助けたい一心でイグラに参加する。
グリーンカレー味のソリドが好き。
武器はリンからもらったレバーロックナイフ（レバー操作一つで刃の飛び出すナイフ）。
リン
声 - 鬼龍院隼人 / 福山潤
トシマでイグラに参加する少年。身長154cm。年齢不詳。金髪碧眼。
明朗活発、自由奔放のお調子者。写真を撮るのが趣味。人懐っこい性格で子供っぽく見えるが、芯が通った男らしい一面も。 その女の子のような外見からは想像のつかない過去を持つ。トシマに乗り込んできたアキラに、 トシマの街を簡単に案内してくれる。Bl@ster最強チームペスカ・コシカの元リーダーでチームを破壊した男に復讐することが目的。
焼肉味のソリドが好き。
使用武器はスティレット。
源泉（もとみ）
声 - 一条和矢
トシマとバトルゲーム"イグラ"全般の情報屋。無精髭の中年男性。身長183cm。40代前半。
物事にも余裕が有り、のんびりしている様に見えるが、隙が無い。
多少クセがあるが世話好きの面倒見の良いオヤジ。
アキラたちの事を気にかけ、アドバイスをしてくれる。
ナノ
声 - Prof.紫龍 / 山崎たくみ
謎の男。タグは所持していないためにイグラ参加者ではない。また攻撃を仕掛けてくるという訳でもなく、時折、アキラの前に現れては謎の言葉を残して去って行く。意思がないかのような朧げな表情に仕草をしていて、治安の悪いトシマとは不釣合いな雰囲気を醸し出している。
トシマにいるのに、これといった武器の所持をしていない様子。また服装もワイシャツにカーディガンと軽装。身長182cm。
キリヲ
声 - 富士爆発 / 小西克幸
アルビトロの部下で「処刑人」の片割れ。身長200cm。しかし、アルビトロに忠誠を誓っているわけではなく、彼の命令に反して独自の行動を取ることも少なくない。
筋骨隆々の大男。語尾を延ばす特徴的な話し方をする。常にダルそうなテンションで、グンジのことを「ヒヨ」と呼ぶ。短髪で色は黒。顔に傷がある。コートやゴーグルをつけていて、グンジとは対照的に暑苦しい格好をしている。
使用武器は鉄パイプで、その鉄パイプに「ミツコ」（本人は「ミツコさん」と呼んでいる。）という名前をつけて愛用している。
グンジ
声 - 杉崎和哉 / 谷山紀章
アルビトロの部下で「処刑人」の片割れ。身長195cm。しかし、アルビトロに忠誠を誓っているわけではなく、彼の命令に反して独自の行動を取ることも少なくない。
背は高く筋肉質だが細身の体型。首から上半身、背中や腕に刺青がある。キリヲを「ジジィ」と呼び、いつもウサ晴らしに頭を鉄パイプで殴られたり殺したイグラ参加者の死体を運ぶのを任されているが仲は良い。痛んだ金髪は前髪が長く、目が隠れている。上半身は赤いパーカーを羽織っているだけである。キリヲとは対照的にかなりの軽装である。
鈎爪ナックルを両手に装備し武器としている。
漫画版ではナノと交戦し敗れ死亡した。
アルビトロ
声 - 菱勝 / 岡野浩介
ヴィスキオの実質的な運営者。身長181cm。40代前半。金髪で白のスーツと手袋に身を包み、首には派手な色のファーを巻き、常に顔上部を覆い隠す仮面をつけている。ケイスケにイグラの説明をする際はケイスケに仮面を勧めた。
とても神経質で人体改造や人をいたぶる趣味がある変人。キリヲとグンジからは「ビトロ」と呼ばれている（漫画版ではビトロパパと呼ばれたこともある）。美少年が好きでアキラに興味を示している。彼の屋敷には美少年や騎士、女神像、さらには男女が性行為を行っている像等が無数に置かれている。 源泉とは旧知の仲で互いに嫌悪し合っている。
狗（カウ）
アルビトロに可愛がられている奴隷少年。真っ白な髪をし、全身に黒皮の拘束具をまとい四足で歩く。また腹部に大きな傷跡がある。両親から性的な暴行を受けて捨てられたところをアルビトロに拾われた。
アルビトロに両目を抉られており視力は皆無、声帯を潰されていて声を出せない。完全に薬物に犯されている。主人であるアルビトロを慕っているが、それが本心からか薬物汚染によるものかは不明である。イグラの不正を見つけるため、タグについた匂いをかぎ分けるよう調教されている。アキラを気に入っている。キリヲからはタマ、グンジからはポチと呼ばれている。また、アルビトロの膝枕で寝ることも多く、彼からは芸術品と呼ばれる。嗅覚はイグラのタグを回収するために改造されている。
エマ
声 - 奥田香織 / 百々麻子
アキラをイグラに参加させた隻腕の知的な美女。実はアキラに殺人の罪を着せてトシマに送り込んだ張本人。
胸元が大きく開いた服装をしている。身長167cm。
グエン
声 - 滑川菊太郎 / 川村拓央
エマと共にアキラをイグラに参加させた男。
スーツの上にコート、帽子を着用した見るからに生真面目そうな青年。身長178cm。イグラの情報をエマに伝えている。
猛（タケル）
声 - 小池竹蔵 / 荻原秀樹
イグラ参加者。ライダースーツに身を包み、首元にはスカーフをした隻眼の少年。ラインには頼らずに戦っている。アキラの事を「Bl@ster」の通り名である「ロスト」と呼ぶ。かつてBl@sterをやっていたがすぐにやめた。
昔は隻眼ではなかった模様。妹・由香里（声 - ささきのぞみ（TVアニメ版））のためにイグラに参加しており由香里の十字架を大切に持っている。麻薬王の座も狙っている。また、勝つためにはどんな手段も使うためグンジとキリヲに追われている。
トモユキ
声 - 中村悠一
イグラ参加者。リンとは知り合いのようであるが、今はあまり仲が良くない。また、リンには恨みを持っている。
長いオレンジの髪を後ろで一つに結っている。黒い服を着用。
カズイ
声 - 平川大輔（PS2のみ）
リンとトモユキが共通して知る人物。アキラに似た外見をしている。星が好き。
ユキヒト
声 - 神谷浩史
PS2版『True Blood』から登場する人物。身長178cm。20代前半。赤い髪でアキラやケイスケと同世代の外見の青年。
タグを所持しているのでイグラ参加者と思われる。アキラやケイスケのいた孤児院での過去を、ただ一人覚えている。
特殊な絵を描くのが趣味。
トウヤ
声 - 伊藤健太郎

## 用語
THE 3RD DIVISION（ザ・サード・デヴィジョン） / 第三次世界大戦
人類史上3度目の世界規模の大戦。これによりニホンは、CFCが支配する東と、日興連が支配する西に二分される。
戦前・戦中と戦後で180度国家の方針が変わり、それに戸惑う若者達を中心に鬱憤晴らしとして「Bl@star」が流行することになる。
CFC
ゼネコン企業「コンフィデンシャルカンパニー」の略称。ニホンの東側の勢力。第三次世界大戦後にニホンの東側の復興指揮を行い、支配力を伸ばしている。左翼的な革新思想が強く、日興連と骨肉の争いを繰り広げている。
日興連
「日本復興連合」という政党の略称。ニホンの西側の勢力。第三次世界大戦後にニホンの西側の復興指揮を行い、支配力を伸ばしている。右翼的な保守思想が強く、CFCと骨肉の争いを繰り広げている。
トシマ
ニホンのかつての首都トウキョウにある地区。第三次世界大戦後、東西端から復興活動をしている間に犯罪者が集まり頽廃してしまった。
治安は極めて悪く、建物もほぼ廃墟しかない。一見するとゴーストタウンのような街。物品も不足している。
イグラ
トシマで行われている殺人可能なバトルゲーム。本来、この時代における殺人は重罪であるが、例外的に容認された存在である。
参加したいものはヴィスキオでアルビトロに会い、意思表明をする。直後に5枚のドッグタグが配られる。参加者の証として、そのうち1枚のタグを首から下げなければならない。タグにはトランプの手札に見立てた模様が彫られている。参加者はこれらのタグを奪い合い、命を賭けたポーカーを行なうことになる。
銃器の使用は禁止で、立会い人（見物者）のいないバトルは無効。相手が死ぬか、完全に背中が地面についたら試合終了。バトルの勝者は敗者のタグを得ることができ、敗者を好きなように扱うことが許されている。そして敗者には死が待っている。
ロイヤルストレート(スート関係なく10,J,Q,K,Aのストレート)か10以上のフルハウスで、イル・レへの挑戦権が得られる。
タグ
イグラの参加証。手札に関係ないタグ（ブタタグ。主に2〜9のカード）は、中立地帯で食料やライン、医薬品と交換できる。また、アルビトロの所に持っていくと奴隷と交換できるらしい。
イル・レ
トシマに君臨する麻薬王の呼び名。その姿を誰も見たことが無い。タグの揃った挑戦者はヴィスキオの城でイル・レと1対1で戦う権利を得る。その正体はシキだった。
ヴィスキオ
トシマを支配する麻薬組織。トシマに城を構えイグラを主催している。イル・レがボスだがその姿を知る者は無く、表向きはアルビトロが仕切っている。城は第三次世界大戦前は演劇やコンサートなどのイベントステージとして使われていた模様。
処刑人
ヴィスキオの一員。イグラの監視、死体の処理を行っている。イグラのルールを破った違反者や敗者を文字どおり片付ける。キリヲとグンジがそれにあたるが、兇悪でいい加減な性格から違反者でないものも殺されている。大抵の参加者は彼等を恐れている。
中立地帯
参加者が羽を休める場所。中立地帯での試合は厳禁とされている。バー「MEAL of DUTY」、ホテル、映画館があり、参加者はそこでタグを交換し食料やライン、医薬品などを手に入れることができる。
ソリド
トシマで流通している携帯用固形食品。ケミカルな味が若者に人気らしい。オムライス味、グリーンカレー味などがある。
ライン
トシマで流通しているドラッグ。普通のドラッグと違い、実際に精神的、肉体的に増強するためラインに手を出す参加者は少なくない。ヴィスキオが管理しているが出所は不明。
Bl@ster（ブラスター）
スポーツ感覚のストリートファイト。殺人は禁止されている。若者に人気で、優勝すると賞金も出る。当初はただの殴り合いだったが、次第にルールも生まれた。個人戦のほか、団体戦もある。CFC支配地区が発祥だが、日興連支配地区にも飛び火し、現在はニホンの至る所で行なわれている。
ペスカ・コシカ
「コート」という名のリーダーが率いる、Bl@ster最強と呼ばれたチーム。リーダーはリン。

## スタッフ
- シナリオ：淵井鏑
- 原画：たたなかな

## 主題歌

### 咎狗の血
オープニングテーマ
「GRIND」
作詞：渡邊カズヒロ、作曲・編曲：神保伸太郎、歌：HIDEKI
エンディングテーマ
「STILL」
作詞：渡邊カズヒロ、作曲・編曲：磯江俊道、歌：いとうかなこ
「Good bye Aliens」
作詞・作曲：HIDEKI、編曲：カリキュラマシーン、歌：HIDEKI
「CurriculuMachine」
作詞・作曲：HIDEKI、編曲：カリキュラマシーン、歌：HIDEKI

### 咎狗の血 TrueBlood
エンディングテーマ
「追憶の風」
作詞：いとうかなこ、作曲・編曲：磯江俊道、歌：いとうかなこ

## WEBラジオ

### 狗ラジ TB-SHOW
2008年8月21日から10月30日まで、アニメイトTV、マリン・エンタテインメントにて隔週木曜日に配信された。
パーソナリティ
- 鳥海浩輔（アキラ 役）

ゲスト
- 第1回 - 緑川光（シキ 役）
- 第2・3回 - 福山潤（リン 役）
- 第4・5回 - 小西克幸（キリヲ 役）、谷山紀章（グンジ 役）
- 第6回 - 神谷浩史（ユキヒト 役）

### WEBラジオ「咎狗の血」Toshima Station
2010年8月26日から2011年6月10日まで、テレビアニメ公式サイト内にて配信された。
パーソナリティ
- 鳥海浩輔（アキラ 役）

ゲスト
- 第1・2回 - 杉田智和（ケイスケ 役）
- 第3・4回 - 一条和矢（源泉 役）
- 第5・6回 - 福山潤（リン 役）
- 第7・8回 -小西克幸（キリヲ 役）、谷山紀章（グンジ 役）
- 第9・10回 - 岡野浩介（アルビトロ 役）
- 第11・12・13回 - 緑川光（シキ 役）
- 第14回 - ジョイまっくす
- 第15回 - 石川智久
- 第16回 - 荻原秀樹（猛 役）
- 第17回 - 飯塚昌明（GRANRODEO）
- 第18回 - いとうかなこ
- 第19回 - 緑川光（シキ 役）

## テレビアニメ
2010年10月よりMBS・TBS・CBCにて放送された（全12話）。MBS木深枠作品でAT-X初出となるのは本作が初である。

### スタッフ
- 原作 - Nitro+CHiRAL
- 監督・キャラクターデザイン - 紺野直幸
- ゲストキャラクター設定 - 石上香美
- プロップデザイン - 大河広行
- シリーズ構成 - 高橋ナツコ
- シナリオ監修 - 淵井鏑
- 美術監督 - 倉田憲一
- 色彩設定 - 有澤法子
- 撮影監督 - 飯島亮
- 編集 - 坪根健太郎
- 音楽 - 石川智久、飯塚昌明
- 音楽制作 - ランティス
- 音楽プロデューサー - 伊藤善之
- 音響監督 - 本山哲
- プロデューサー - 岩上敦宏、櫻井優香、細川修、丸山博雄、土居由直、金庭こず恵
- 制作プロデューサー - 五十嵐守
- アニメーションプロデューサー - 植田もとき、澤口幸一
- 制作 - A-1 Pictures
- プロダクション協力 - ピクチャーマジック
- 製作 - 「咎狗の血」製作委員会（アニプレックス、ランティス、博報堂DYメディアパートナーズ、ニトロプラス、ムービック）・毎日放送

### 主題歌
オープニングテーマ
「ROSE HIP-BULLET」
作詞：谷山紀章 / 作曲・編曲：飯塚昌明 / 歌：GRANRODEO
エンディングテーマ
「no moral」（第1話）
作詞：こだまさおり / 作曲：ワタナベミキ / 編曲：磯江俊道 / 歌：いとうかなこ
「bright lights」（第2話）
作詞・作曲・編曲・歌：木村世治（hurdy gurdy / Pale Green）
「Don't Stare Me」（第3話）
作詞：Kenl / 作曲・編曲：榊原秀樹 / 歌：VERTUEUX
「棘-toge-」（第4話）
作詞：真緒 / 作曲・編曲・歌：Sadie
「once more again」（第5話）
作詞：こだまさおり / 作曲・編曲：R・O・N / 歌：美郷あき
「Requiem Blue」（第6話）
作詞：渡邊カズヒロ / 作曲・編曲：榊原秀樹 / 歌：Curriculu Machine feat.W.K.（ワタナベカズヒロ）
「crossing fate」（第7話）
作詞・作曲・編曲：R・O・N / 歌：OLDCODEX
「優しさに守られて」（第8話）
作詞：こだまさおり / 作曲：山元祐介 / 編曲：大野宏明 / 歌：喜多修平
「Honed Moon〜咎レタ月〜」（第9話）
作詞：江幡育子 / 作曲・編曲：磯江俊道 / 歌：いとうかなこ
「Don't look away」（第10話）
作詞・作曲：榊原秀樹 / 編曲：カリキュラマシーン / 歌：CurriculuMachine
「STILL anime Ver.」（第11話）
作詞：渡邊カズヒロ / 作曲・編曲：磯江俊道 / 歌：いとうかなこ
「GRIND"style GR"」（第12話）
作詞：渡邊カズヒロ / 作曲：神保伸太郎 / 編曲：飯塚昌明 / 歌：GRANRODEO

### 各話リスト
| 話数   | サブタイトル   | 脚本                | 絵コンテ       | 演出              | 作画監督                                                                            |
| ------ | -------------- | ------------------- | -------------- | ----------------- | ----------------------------------------------------------------------------------- |
| 第1話  | 虚夢/LOST      | 高橋ナツコ          | 紺野直幸       | 千葉大輔          | 柳瀬雄之、石上香美                                                                  |
| 第2話  | 死街/toshima   | 高橋ナツコ          | 紺野直幸       | 千葉大輔          | 坂巻貞彦、日下岳史                                                                  |
| 第3話  | 狂争/igra      | 渡邊大輔            | 大花祷里       | 林ヒロシ          | 小林利充                                                                            |
| 第4話  | 休刑/ease      | 菅原雪絵            | 佐野隆史       | 佐野隆史          | 高橋敦子、蘇武裕子                                                                  |
| 第5話  | 決蔑/crack     | 浦園萌              | 中澤勇一       | 吉田徹            | 中澤勇一                                                                            |
| 第6話  | 怨鎖/desire    | 渡邊大輔            | 大花祷里       | 綿田慎也          | 高乗陽子、柳瀬雄之 清水勝祐                                                         |
| 第7話  | 因念/sever     | 高橋ナツコ          | まついひとゆき | 中村近世          | 小林利充                                                                            |
| 第8話  | 酷白/rein      | 菅原雪絵 高橋ナツコ | 影山楙倫       | 北川正人          | 竹内由香里 阿部千秋                                                                 |
| 第9話  | 薬束/bond      | 浦園萌              | 紺野直幸       | 殿勝秀樹 林ヒロシ | 水上ろんど、小林利充 中山初絵                                                       |
| 第10話 | 結脈/il re     | 高橋ナツコ          | 中澤勇一       | 吉田徹            | 中澤勇一                                                                            |
| 第11話 | 増悪/convict   | 高橋ナツコ          | 稲垣隆行       | 町谷俊輔          | 中山由美、一武晃 未由羽万里、川口千里 松本希羅里、高橋敦子 鎌田祐輔、しまだひであき |
| 第12話 | 同至/beginning | 高橋ナツコ          | 紺野直幸       | 紺野直幸          | 紺野直幸                                                                            |

各話のサブタイトルは公式サイトや放送時の次回予告で明らかにされたが、本編放送時はアイキャッチに挿入されていなかった。

### 放送局
| 放送地域   | 放送局             | 放送期間                       | 放送日時                     | 放送系列   | 備考             |
| ---------- | ------------------ | ------------------------------ | ---------------------------- | ---------- | ---------------- |
| 近畿広域圏 | 毎日放送           | 2010年10月8日 - 12月24日       | 金曜 1:25 - 1:55（木曜深夜） | TBS系列    | 製作局 字幕放送  |
| 関東広域圏 | TBSテレビ          | 2010年10月9日 - 12月25日       | 土曜 1:55 - 2:25（金曜深夜） | TBS系列    | 字幕放送         |
| 中京広域圏 | 中部日本放送       | 2010年10月14日 - 2011年1月6日  | 木曜 2:00 - 2:30（水曜深夜） | TBS系列    |                  |
| 日本全域   | ニコニコチャンネル | 2010年10月14日 - 2011年1月6日  | 木曜 3:15 更新（水曜深夜）   | ネット配信 | 最新話1週間無料  |
| 日本全域   | バンダイチャンネル | 2010年10月 -                   | 金曜 15:00 更新              | ネット配信 | 最新話1週間無料  |
| 日本全域   | ShowTime           | 2010年10月 -                   | 金曜 15:00 更新              | ネット配信 | 最新話1週間無料  |
| 日本全域   | AT-X               | 2010年12月10日 - 2011年2月25日 | 金曜 9:30 - 10:00            | CS放送     | リピート放送あり |

### DVD
当初2011年3月23日に第1巻を皮切りに全6巻が発売予定となっていたが、諸事情で中止となり、2011年11月23日にDVD-BOXとして発売された。

### 関連CD
| 発売日         | タイトル                            | 規格品番    | 備考             |
| -------------- | ----------------------------------- | ----------- | ---------------- |
| 2010年12月8日  | 想増/Gossip                         | LASA-5067   | ドラマCD         |
| 2010年12月22日 | Light My Fire                       | LASA-5073   | サウンドトラック |
| 2011年1月12日  | 咎狗の血 オリジナルサウンドトラック | LASA-9017/8 | サウンドトラック |
| 2011年4月6日   | ラジオCD Toshima Station            | LASA-5081/2 | ラジオCD         |

## 舞台
激情バニッシュ演劇『咎狗の血』のタイトルで、2025年8月10日から24日にかけて新宿FACEで上演。主演は、高橋祐理。1幕では共通ルートが上演され、2幕では高橋祐理演じるアキラの選択によって、それぞれ異なる5つの物語が展開する。上演時間は休憩ありの約2時間40分だが、選択ルートにより多少前後する可能性があった。

### スタッフ（舞台）
- 原作：ニトロキラル
- 脚本：内田裕基
- 演出：中屋敷法仁

### キャスト（舞台）
- アキラ - 高橋祐理
- ケイスケ - 田中朝陽
- リン - 伊崎龍次郎
- 源泉 - 林田航平
- シキ - 中本大賀
- エマ - 原田理央
- キリヲ - 滝川広大
- グンジ - 坂田大夢
- アルビトロ - 藤原祐規
- n - 武子直輝

## 関連商品
ゲーム本編の好評を受け、公式に様々な関連グッズが製作された。その内容は食料品（ソリド）からコスプレ衣装まで多岐に渡り、膨大な総数となっている為、ここでは本やCDなどに限って紹介をする。尚、二次創作物であるアンソロジーコミックは含まない。

### CD
INSIDE （咎狗の血 オリジナルサウンドトラック）
2005年3月25日に発売したサウンドトラック。本編で使われた全24曲を収録。
咎狗の血 Image drama CD
1. 2005年7月29日発売
2. 2005年8月26日発売

門原緑の脚本によるドラマCD。vol.1はシキ、vol.2はケイスケが話の中心となっている。
咎狗の血 ANOTHER STORY 〜RIN
2005年12月29日に発売した外原洋子の脚本によるドラマCD。物語はリンを中心としたアナザーストーリーとして展開。初回版にクリアカードが封入。
咎狗の血 バラエティボイスCD
2007夏コミキラルセット同梱ののち一般販売。コンシューマー版キャストによるボイスCD。

### 小説
咎狗の血
- 2006年2月7日初版発行 ISBN 978-4-8352-1853-3
  - 2009年4月20日再版 ISBN 978-4-86263-561-7

伊久美和葉によるノベライズ作品。表紙はたたなかな、挿絵はかずきともまやが担当。本編終了後の主要人物達を綴った短編集となっている。
咎狗の血外伝
- 2006年8月24日発行 コミケ70企業物販

シナリオライター淵井鏑自身による外伝作品。予約特典やCool-B、オフィシャルワークスなどに掲載された短編をまとめたもの。ドラマCDシキ編の伏線も掲載されている。

### 漫画
咎狗の血
1. 2006年11月1日初版発行 ISBN 978-4-7577-3009-0
2. 2007年3月31日初版発行 ISBN 978-4-7577-3433-3
3. 2007年8月13日初版発行 ISBN 978-4-7577-3642-9
4. 2007年12月27日初版発行 ISBN 978-4-7577-3905-5
5. 2008年6月30日初版発行 ISBN 978-4-7577-4281-9
6. 2008年12月1日初版発行 ISBN 978-4-7577-4601-5
7. 2009年8月1日初版発行 ISBN 978-4-7577-5015-9
8. 2010年6月11日初版発行 ISBN 978-4-04-726534-9
9. 2011年10月1日初版発行 ISBN 978-4-04-727560-7
10. 2013年3月1日初版発行 ISBN 978-4-04-728765-5

2006年1月からcomic B's-LOGにて連載されていた茶屋町勝呂の漫画化作品。出版はエンターブレイン。未完。
咎狗の血
- 2008年7月22日初版発行 ISBN 978-4-04-867073-9

作画は山本佳奈。出版はアスキー・メディアワークス。
咎狗の血 True Blood
- 2009年10月1日初版発行 ISBN 978-4-04-854370-5

作画は森田柚花。出版は角川書店。
咎狗の血
- 2023年5月24日 - 2024年1月24日、全45話。タテ読みフルカラー漫画。

作画はグー・スカピー。発行はJAMTOON。配信元はピッコマ先行配信で、他にも遅れて電子書籍配信サイトにて配信。

### 資料本
Nitro+CHiRAL Official Works 〜咎狗の血〜
2005年8月12日発行。出版はビジュアルワークス。
咎狗の血公式ビジュアルファンブック
2006年3月29日発売。コミックマーケット68 企業物販

### TCG
Lycée
シルバーブリッツのトレーディングカードゲーム、Lycéeに参戦している。収録エキスパンションは、Nitoroplus1.0など。
アリスXクロス
ブシロードのトレーディングカードゲーム、アリスXクロスに参戦している。収録エキスパンションは、咎狗の血など。
プリズムコネクト
ムービック×エンスカイのトレーディングカードゲーム、プリズムコネクトに参戦している。収録エキスパンションは、咎狗の血など。

### その他
- 2010年10月から11月までにアニメ・映画などとのコラボレーションを行っているパセラ×エンタテイメントによる企画展開の一環で「咎狗の血 コラボメニュー」がカラオケパセラのチェーン店9店舗で実施された。開催期間は10月7日 - 11月7日。
- 2010年12月にソーシャルネットワーキングサービスを行っているメディアグルーヴのちぷやタウンで利用者のアバター衣装が販売された。
- ガールズアトラクション夏祭2015にてゲームの知識クイズアトラクションが実施された。2015年7月24日〜8月16日まで池袋マルイ6F、7月28日〜8月9日までアニメイト池袋本店 9Fイベントホール、8月28日〜30日まで京都市勧業館みやこめっせにて。